# Diócesis de Liepāja
La diócesis de Liepāja (en latín: Dioecesis Liepaiensis y en letón: Liepājas diecēze) es una circunscripción eclesiástica de la Iglesia católica en Letonia. Se trata de una diócesis latina, sufragánea de la arquidiócesis de Riga. Desde el 20 de julio de 2013 su obispo es Viktors Stulpins.

## Territorio y organización
La diócesis tiene 13 210 km² y extiende su jurisdicción sobre los fieles católicos de rito latino residentes en la parte occidental de Letonia, correspondiente a la región histórica de Curlandia.
La sede de la diócesis se encuentra en la ciudad de Liepāja, en donde se halla la Catedral de San José.
En 2023 en la diócesis existían 31 parroquias.

## Historia
Hasta la Reforma protestante en el  el área formó parte de la diócesis de Curlandia. La diócesis fue erigida el 8 de mayo de 1937 mediante la bula Aeterna animarum salus del papa Pío XI separando territorio de la arquidiócesis de Riga.
Durante la época soviética después de la muerte el 1 de octubre de 1958 del único obispo que quedaba en Letonia, el metropolitano Antonijs Spriganovičs, la provincia eclesiástica de Riga prácticamente dejó de existir y, en años posteriores, tanto la diócesis de Liepāja como la arquidiócesis de Riga fueron gobernadas por administradores apostólicos designados por el papa. 
El 2 de diciembre de 1995 cedió una parte de su territorio para la erección de la diócesis de Jelgava mediante la bula Apostolicum ministerium del papa Juan Pablo II.

## Estadísticas
Según el Anuario Pontificio 2024 la diócesis tenía a fines de 2023 un total de 26 140 fieles bautizados.
| Año                                                                             | Población            | Población | Población      | Sacerdotes | Sacerdotes    | Sacerdotes    | Bautizados por sacerdote | Diáconos permanentes | Religiosos | Religiosos | Parroquias |
| Año                                                                             | Bautizados católicos | Total     | % de católicos | Total      | Clero secular | Clero regular | Bautizados por sacerdote | Diáconos permanentes | Varones    | Mujeres    | Parroquias |
| ------------------------------------------------------------------------------- | -------------------- | --------- | -------------- | ---------- | ------------- | ------------- | ------------------------ | -------------------- | ---------- | ---------- | ---------- |
| 1950                                                                            | 89 617               | 592 028   | 15.1           |            |               |               |                          |                      |            |            |            |
| 1999                                                                            | 33 000               | 314 500   | 10.5           | 11         | 7             | 4             | 3000                     |                      | 5          | 4          | 23         |
| 2000                                                                            | 33 000               | 314 500   | 10.5           | 10         | 5             | 5             | 3300                     |                      | 6          | 4          | 25         |
| 2001                                                                            | 33 000               | 347 500   | 9.5            | 12         | 8             | 4             | 2750                     |                      | 5          | 7          | 27         |
| 2002                                                                            | 33 000               | 314 500   | 10.5           | 12         | 8             | 4             | 2750                     |                      | 6          | 6          | 27         |
| 2003                                                                            | 33 000               | 314 500   | 10.5           | 12         | 8             | 4             | 2750                     |                      | 6          | 6          | 27         |
| 2004                                                                            | 33 000               | 314 500   | 10.5           | 11         | 7             | 4             | 3000                     |                      | 7          | 6          | 30         |
| 2013                                                                            | 28 000               | 280 000   | 10.0           | 16         | 11            | 5             | 1750                     |                      | 5          | 11         | 33         |
| 2016                                                                            | 27 400               | 274 200   | 10.0           | 13         | 9             | 4             | 2107                     |                      | 4          | 11         | 32         |
| 2019                                                                            | 26 950               | 270 180   | 10.0           | 15         | 9             | 6             | 1796                     |                      | 6          | 17         | 32         |
| 2021                                                                            | 26 500               | 253 034   | 10.5           | 14         | 8             | 6             | 1892                     |                      | 6          | 17         | 33         |
| 2023                                                                            | 26 140               | 249 580   | 10.5           | 10         | 4             | 6             | 2614                     |                      | 6          | 10         | 31         |
| Fuente: Catholic-Hierarchy, que a su vez toma los datos del Anuario Pontificio. |                      |           |                |            |               |               |                          |                      |            |            |            |

## Episcopologio

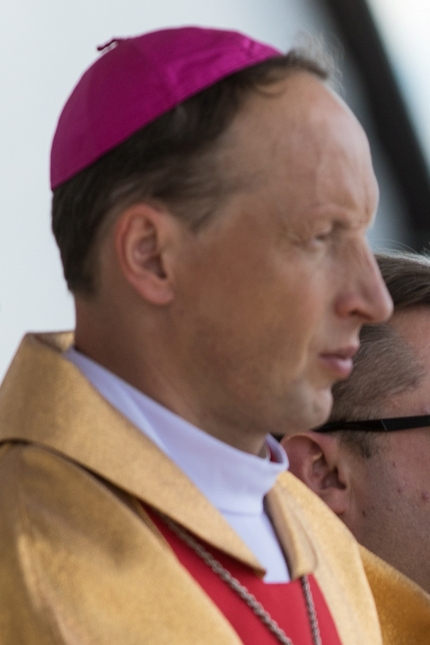
Viktors Stulpins, obispo de Liepāja desde 2013

- Antonijs Urbšs † (29 de abril de 1938-11 de agosto de 1965 falleció)
  - Sede vacante (1965-1991)
  - Julijans Vaivods † (10 de noviembre de 1964-23 de mayo de 1990 falleció) (administrador apostólico)
  - Jānis Cakuls (23 de mayo de 1990 por sucesión-8 de mayo de 1991 nombrado obispo auxiliar de Riga) (administrador apostólico)
- Jānis Bulis (8 de mayo de 1991-7 de diciembre de 1995 nombrado obispo de Rēzekne-Aglona)
- Ārvaldis Andrejs Brumanis † (7 de diciembre de 1995-12 de mayo de 2001 retirado)
- Vilhelms Toms Marija Lapelis, O.P. (12 de mayo de 2001 por sucesión-20 de junio de 2012 renunció)[nota 1]
- Viktors Stulpins, desde el 20 de julio de 2013